# 大阪市電28系統
大阪市電28系統は、かつて大阪市交通局が経営していた大阪市営電気鉄道（大阪市電）の運転系統 （1959年（昭和34年）当時） 及びその路線名。

## 概要
- 所属車庫：春日出車庫
- 色別：■

## 駅一覧
| 駅名             | 接続路線                                   | 道路名               | 所在地 |
| ---------------- | ------------------------------------------ | -------------------- | ------ |
| 野田阪神前       | 阪神電気鉄道：阪神本線                     |                      | 大阪市 |
| 玉川町四丁目     | 大阪市電：野田駅前・亀甲町方面             |                      | 大阪市 |
| 玉川町三丁目     |                                            |                      | 大阪市 |
| 中央市場前       |                                            |                      | 大阪市 |
| 川口町           | 大阪市電：茂左ヱ門橋・江戸堀北通五丁目方面 | みなと通 国道172号線 | 大阪市 |
| 本田三番町       |                                            | みなと通 国道172号線 | 大阪市 |
| 本田町一丁目     | 大阪市電：本田町二丁目・花園橋方面         |                      | 大阪市 |
| 松島町一丁目     | 大阪市電：西区役所前方面                   |                      | 大阪市 |
| 松島町二丁目     |                                            |                      | 大阪市 |
| 大正橋           | 大阪市電：岩崎橋・幸町四丁目方面           | 大正通               | 大阪市 |
| 三軒家           | 大阪市電：大正警察署前方面                 | 大浪通               | 大阪市 |
| 三泉市場通       |                                            | 大浪通               | 大阪市 |
| 泉尾梅の町一丁目 |                                            | 大浪通               | 大阪市 |
| 泉尾梅の町三丁目 |                                            | 大浪通               | 大阪市 |
| 泉尾梅の町四丁目 |                                            | 大浪通               | 大阪市 |
| 北恩加島町       |                                            | 大浪通               | 大阪市 |
| 新千歳町         |                                            | 大浪通               | 大阪市 |